# 7 Andromedae
7 Andromedae (7 And), som är stjärnans Flamsteedbeteckning, är en ensam stjärna belägen i den nordvästra delen av stjärnbilden Andromeda. Den har en skenbar magnitud på ca 4,52 och är synlig för blotta ögat där ljusföroreningar ej förekommer. Baserat på parallaxmätning inom Hipparcosuppdraget på ca 41,0 mas, beräknas den befinna sig på ett avstånd på ca 80 ljusår (ca 24 parsek) från solen. Stjärnan rör sig bort från solen med en heliocentrisk radiell hastighet av 12 km/s.

## Egenskaper
7 Andromedae är en gul till vit stjärna i huvudserien av spektralklass F1 V. Den har en massa som är ca 1,6 gånger solens massa, en radie som är ca 1,7 gånger större än solens och utsänder ca 8 gånger mera energi än solen från dess fotosfär vid en effektiv temperatur på ca 7 400 K.